# Nocino
Il nocino (o nocillo) è un liquore ottenuto dal mallo della noce, a mezzo di macerazione in alcool.

## Origine e leggenda
Le origini del liquore sono incerte. Si sa che esistono versioni di liquore di noci in molti paesi europei, dall'Italia, agli Urali, all'Inghilterra. Documenti romani antichi riportano che i Picti, popolo dei Britanni, si radunavano "nella notte di mezza estate e bevevano da uno stesso calice uno scuro liquore di noce". Fonti successive riportano che tra i francesi era in uso un liqueur de brou de noix, o ratafià di mallo.
Il liquore fece il suo probabile ingresso in Italia dalla Francia, diffondendosi prima nella zona del Sassello e poi nel Modenese. Il noce mantenne sempre un alone di leggenda, legato alla presenza di streghe e incantesimi, che si trasmise alla preparazione del liquore. Infatti, per tradizione, le noci venivano raccolte nella notte di San Giovanni  dalla donna più esperta nella preparazione che, salita sull'albero a piedi scalzi, staccava solo le noci migliori, servendosi delle sole mani e senza intaccarne la buccia. La tradizione prescrive infatti di non usare attrezzi di ferro per la raccolta dei frutti, in base alla credenza secondo cui quel metallo fosse in grado di compromettere le proprietà delle piante officinali. L'usanza è comunque molto antica e già i druidi la seguivano cogliendo il vischio con un falcetto d'oro. Lasciate alla rugiada notturna per l'intera nottata, si mettevano in macerazione il giorno dopo. La loro preparazione terminava la vigilia di Ognissanti, cioè la notte del 31 ottobre.

## Preparazione

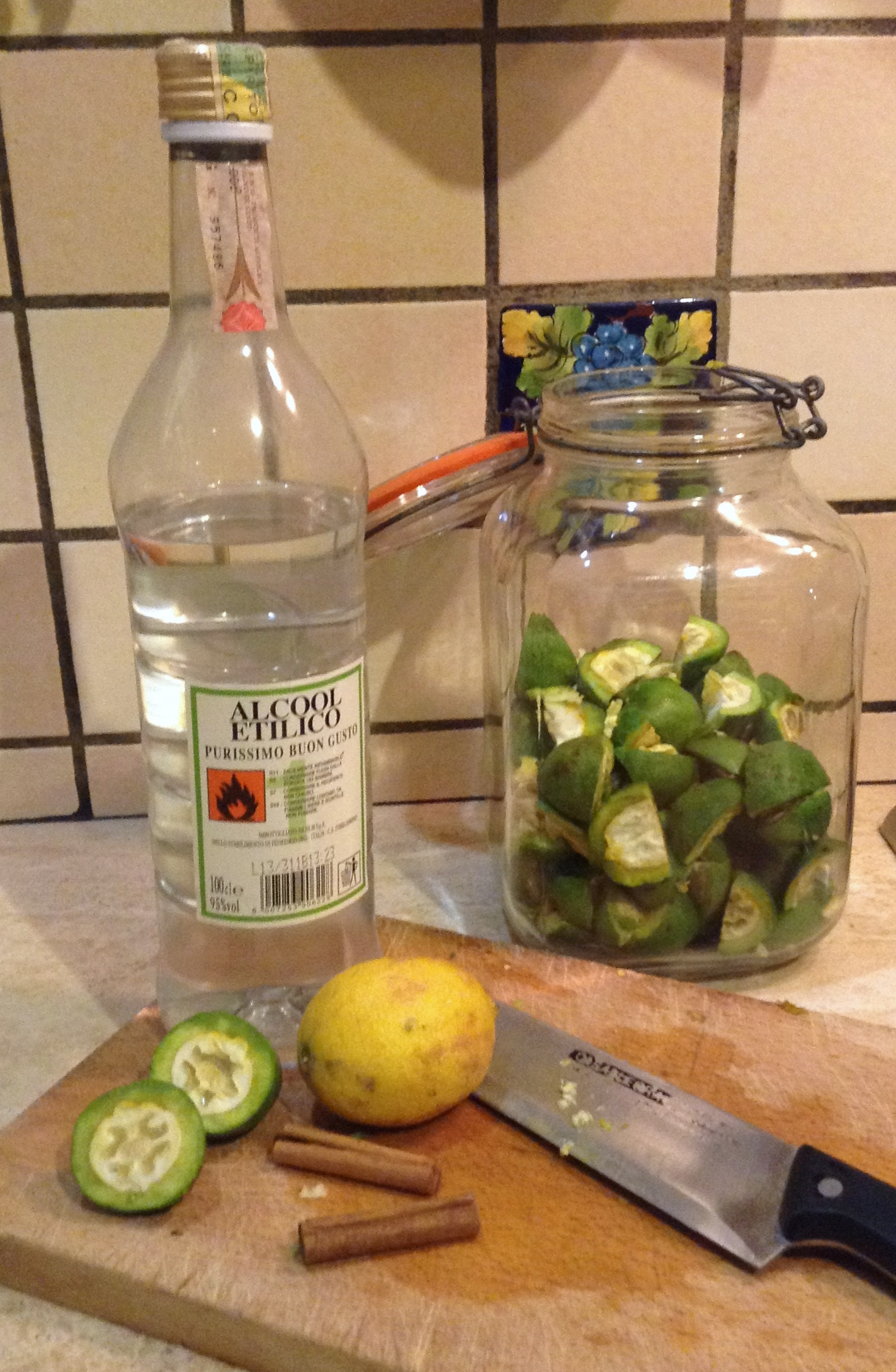
Preparazine casalinga del nocino

Particolare importanza ha la scelta delle noci e del loro periodo di maturazione, scelta che richiede capacità ed esperienza. Le noci debbono possibilmente provenire da piante vecchie, meglio se di collina ed esposte al sole. Il frutto del noce è una drupa. La parte esterna, esocarpo o mallo, carnosa e profumata, scurisce rapidamente una volta a contatto con l'aria, a causa della presenza di tannini. Quella interna (endocarpo) è composta da un involucro legnoso a due valve divisa in quattro partimenti distinti da setti legnosi imperfetti, che ospitano il gheriglio (seme) di aspetto cerebriforme.
Il periodo della raccolta delle noci destinate alla preparazione del nocino, chiamato dagli erboristi "tempo balsamico", va colto con precisione in quanto dura pochi giorni e può “scappare”. Le noci vanno seguite attentamente durante la maturazione: occorre, infatti, tagliarle in due parti per controllare i quattro incavi presenti all'interno, ove in più fasi si genera il gheriglio. Dapprima la consistenza appare liquida, poi più densa o gelatinosa, infine consistente nella sua fase finale di maturazione. Il periodo giusto per la produzione del nocino si ha quando la parte interna del frutto appare gelatinosa: secondo Luca Mercalli a causa del riscaldamento climatico, è anticipata ai primi di giugno, non più per san Giovanni, alla fine..

### Ingredienti
Essendo una preparazione casalinga e diffusa in zone diverse le ricette del nocino sono molte. La ricetta approvata dall'"Ordine del Nocino Modenese" prevede:
- 1 kg di malli di noci (33/35 in numero)
- 1 litro alcool etilico a 95°
- 700-900 g di zucchero.

L'aggiunta di alcuni aromi, quali chiodi di garofano, cannella, ecc. è facoltativa, purché siano in piccole quantità, in modo da non sovrastare l'aroma prevalente di noce.
La macerazione, che dovrà proseguire per almeno due mesi, avviene in vasi di vetro chiusi ed esposti parzialmente ai raggi del sole, che ogni tanto in tanto vanno aperti per rimescolarne il contenuto. Al termine della macerazine il prodotto viene filtrato e imbottigliato in bottiglie di vetro scuro oppure ulteriormente affinato in botticelle di legno. Prima del consumo viene consigliato un invecchiamento di circa un anno in luogo fresco.

### Risultato
Il nocino deve risultare denso, bruno brillante, limpido, con sentori e profumi di noce intensi e persistenti, con buon corpo, con sapore di noce primario ed una perfetta risultanza armonica di tutti i suoi componenti.

### Difetti
Le noci troppo acerbe danno per risultato un nocino troppo verde, mentre quelle troppo mature danno un prodotto legnoso, amarognolo ed allappante a causa del troppo tannino. Anche il nocino messo a invecchiare in botte usata per la prima volta sarà difettoso a causa dei tannini. La botte dovrà quindi essere spurgata con alcool, vino, o soluzioni con acido citrico, per almeno sei mesi.

## Utilizzo
Il modo migliore di servirlo è liscio a temperatura di 16-18°, come digestivo alla fine dei pasti. Alcune varianti lo vedono servito con il Parmigiano reggiano o sul gelato per un ottimo dessert.

## Associazioni
A Spilamberto, in provincia di Modena, esiste l'associazione Ordine del Nocino Modenese, fondata nel 1978 con lo scopo di organizzare, promuovere e sostenere iniziative e manifestazioni atte a tutelare, valorizzare e diffondere l'antica tradizione del nocino. In origine l'Ordine era formato da sole donne, ed anche oggi, pur con qualche concessione alla parità dei diritti, la maggioranza del Consiglio è formato da donne. Questo per ricordare le origini del nocino, legate soprattutto alle "rezdore", che nelle case contadine erano le depositarie della tradizione della produzione di questo liquore. Tutti gli anni, nei mesi di gennaio e febbraio, l'Ordine organizza un Palio aperto a tutti coloro che producono per passione il nocino e che vede premiato il migliore dei concorrenti il giorno di S. Valentino (14 febbraio). Inoltre da alcuni anni l'associazione organizza eventi legati alla tradizione della "Guazza" di S. Giovanni, ossia della supposta magica rugiada che scende nella notte fra il 23 ed il 24 di giugno. L'Ordine inoltre organizza corsi per imparare a produrre, a degustare e a valutare il nocino, formando così gli assaggiatori e i maestri assaggiatori che andranno a condurre il Palio.
A Modena è da anni operante l'Albo Assaggiatori di Nocino Tipico di Modena "Il Matraccio“, associazione no profit che si occupa di diffondere questo prodotto attraverso una scuola itinerante per allievi assaggiatori di Nocino Tipico di Modena. L'associazione, in collaborazione con gli enti locali emiliani, organizza anche "Nocinopoli" – La città del Nocino, una manifestazione dedicata al nocino ma dove sono presenti anche altri prodotti del territorio (Parmigiano Reggiano, l'Aceto Balsamico Tradizionale di Modena, il Prosciutto di Modena, il lambrusco, il melone, i borlenghi, i ciacci, le crescentine…), oltre a quelli provenienti da altre province e regioni d'Italia invitati per l'occasione.

## Riconoscimenti

### Indicazioni geografiche
Secondo il regolamento n.110/2008 del 15 gennaio 2008 del Parlamento Europeo, esistono due indicazioni geografiche relative al nocino: Nocino di Modena (Italia) e Orehovec (Slovenia).

### Prodotti agroalimentari tradizionali
In Italia, il nocino è riconosciuto quale prodotto agroalimentare tradizionale di diverse regioni: Emilia-Romagna, Lazio, Molise e Trentino-Alto Adige (Provincia autonoma di Bolzano).